# Manitoba Moose
I Manitoba Moose sono una squadra di hockey su ghiaccio dell'American Hockey League con sede nella città di Winnipeg, nella provincia del Manitoba. Dal 1996 al 2001 militarono in International Hockey League, per poi confluire nella AHL dove furono la squadra affiliata ai Vancouver Canucks. Nel 2011 la franchigia si trasferì a St. John's cambiando il nome in St. John's IceCaps, tuttavia nel 2015 la formazione fece ritorno a Winnipeg come nuovo farm team dei Winnipeg Jets.

## Storia

### Dal 1996 al 2011
Nel 1996, dopo la partenza della franchigia della National Hockey League dei Winnipeg Jets verso Phoenix, un gruppo di imprenditori locali acquistò la squadra dei Minnesota Moose e la trasferì a Winnipeg presso la Winnipeg Arena, mantenendo così una formazione professionistica in città.

Logo dei Moose fino al 2011.

Sotto la guida di Randy Carlyle, ex-difensore dei Jets, la squadra iniziò ad ottenere record positivi qualificandosi per tre stagioni si quattro ai playoff della Turner Cup. Nel corso delle cinque stagioni trascorse in IHL i Moose ebbero sono una partnership parziale con i Detroit Red Wings per l'anno 2000-01, rimanendo indipendenti dalle franchigie della NHL.
Con la chiusura della IHL nel 2001 i Moose furono una delle sei squadre a trasferirsi in AHL, diventando la formazione affiliata ai Vancouver Canucks, accordo che perdurò fino al trasferimento della franchigia nel 2011. In vista della stagione 2004-2005 i Moose lasciarono la Winnipeg Arena per inaugurare il nuovo MTS Centre nel centro di Winnipeg. In quell'occasione per la prima volta giunsero alle finali della Western Conference, dove tuttavia furono eliminati per 4-0 dagli ex-rivali in IHL dei Chicago Wolves.
La stagione 2008-09 fu la migliore della storia della franchigia, conclusasi con la prima posizione al termine della stagione regolare con 107 punti conquistati. I Moose avanzarono fino alle finali della Calder Cup, dove tuttavia furono superati dagli Hershey Bears.
Il 31 maggio 2011, Mark Chipman, imprenditore che acquisì la proprietà dei Moose nel 2003, annunciò l'acquisto della franchigia della NHL degli Atlanta Thrashers con l'intenzione di riportare la squadra a Winnipeg per la stagione 2011-12. Pertanto la True North iniziò subito le trattative per trovare una nuova sede disponibile per accogliere i Moose, fino a concludere un accordo con la città di St. John's, capoluogo della provincia di Terranova e Labrador. Il 10 giugno 2011 la AHL approvò ufficialmente il trasferimento della franchigia. La squadra assunse la nuova denominazione di St. John's IceCaps, divenendo subito la formazione affiliata in AHL dei nuovi Winnipeg Jets.

### Dal 2015
All'inizio del 2014 la True North confermò l'intenzione di avvicinare il farm team AHL a Winnipeg, e la prima scelta era ricaduta su Thunder Bay in Ontario, nonostante un accordo con la città di St. John's valido fino al 2016. Nel frattempo gli Hamilton Bulldogs, affiliati ai Montreal Canadiens, annunciarono il proprio trasferimento a St. John's dalla stagione 2015-16, permettendo così alla AHL di approvare nel marzo del 2015 lo spostamento della formazione dei Winnipeg Jets proprio a Winnipeg. Si decise di far giocare la formazione nuova squadra dell'AHL presso l'MTS Centre, diventando così uno dei due palazzetti a ospitare sia la NHL che la AHL, insieme al SAP Center at San Jose dove giocano i San Jose Sharks e i San Jose Barracuda. Il 4 maggio 2015 la True North Sports & Entertainment presentò alla stampa il ritorno dei Manitoba Moose con un nuovo logo ispirato a quelle originario e le nuove divise con i colori dei Winnipeg Jets.

### Affiliazioni
Nel corso della loro storia i Manitoba Moose sono stati affiliati alle seguenti franchigie della National Hockey League:
- Detroit Red Wings: (2000-2001)
- Vancouver Canucks: (2001-2011)
- Winnipeg Jets: (2015-)

## Record stagione per stagione
| Stagione             | Division  | Gare | V  | S  | P  | OTL | SOL | Punti | GF  | GS  | Piazzamento | Play-off |
| -------------------- | --------- | ---- | -- | -- | -- | --- | --- | ----- | --- | --- | ----------- | --- |
| Manitoba Moose (IHL) |           |      |    |    |    |     |     |       |     |     |             | |
| 1996-97              | Midwest   | 82   | 42 | 40 | -  | 10  | -   | 74    | 262 | 300 | 5°          | |
| 1997-98              | Northwest | 82   | 39 | 36 | -  | 7   | -   | 85    | 269 | 254 | 4°          | perde 1º turno (Chicago) 0-3                                                                                             |
| 1998-99              | Midwest   | 82   | 47 | 21 | -  | 14  | -   | 108   | 269 | 236 | 2°          | vince preliminari (Milwaukee) 2-0 perde 1º turno (Chicago) 0-3                                                           |
| 1999-00              | West      | 82   | 37 | 31 | -  | 14  | -   | 88    | 227 | 237 | 5°          | perde preliminari (Long Beach) 0-2                                                                                       |
| 2000-01              | West      | 82   | 39 | 32 |    | 11  | -   | 90    | 222 | 230 | 3°          | vince 1º turno (Houston) 4-3 perde 2º turno (Chicago) 2-4                                                                |
| Manitoba Moose (AHL) |           |      |    |    |    |     |     |       |     |     |             | |
| 2001-02              | Canadian  | 80   | 39 | 33 | 4  | 4   | -   | 86    | 270 | 260 | 4°          | vince preliminari (Worcester) 2-1 perde 1º turno (Bridgeport) 1-3                                                        |
| 2002-03              | Canadian  | 80   | 37 | 33 | 8  | 2   | -   | 84    | 229 | 228 | 2°          | vince preliminari (Portland) 2-1 vince 1º turno (Providence) 3-1 perde 2º turno (Hamilton) 3-4                           |
| 2003-04              | North     | 80   | 32 | 35 | 11 | 2   | -   | 77    | 214 | 232 | 6°          | |
| 2004-05              | North     | 80   | 44 | 26 | -  | 7   | 3   | 98    | 243 | 210 | 3°          | vince 1º turno (St. John's) 4-1 vince 2º turno (Rochester) 4-1 perde semifinali (Chicago) 0-4                            |
| 2005-06              | North     | 80   | 44 | 24 | -  | 7   | 5   | 100   | 243 | 217 | 3°          | vince 1º turno (Syracuse) 4-2 perde 2º turno (Grand Rapids) 3-4                                                          |
| 2006-07              | North     | 80   | 45 | 23 | -  | 7   | 5   | 102   | 232 | 201 | 1°          | vince 1º turno (Grand Rapids) 4-3 perde 2º turno (Hamilton) 2-4                                                          |
| 2007-08              | North     | 80   | 46 | 27 | -  | 3   | 4   | 99    | 236 | 197 | 3°          | perde 1º turno (Syracuse) 2-4                                                                                            |
| 2008-09              | North     | 80   | 50 | 23 | -  | 1   | 6   | 107   | 230 | 177 | 1°          | vince 1º turno (Toronto) 4-2 vince 2º turno (Hamilton) 4-0 vince semifinali (Houston) 4-2 perde Calder Cup (Hershey) 2-4 |
| 2009-10              | North     | 80   | 40 | 33 | -  | 5   | 2   | 87    | 204 | 232 | 4°          | perde 1º turno (Hamilton) 2-4                                                                                            |
| 2010-11              | North     | 80   | 43 | 30 | -  | 1   | 6   | 93    | 220 | 210 | 3°          | vince 1º turno (Lake Erie) 4-3 perde 2º turno (Hamilton) 3-4                                                             |
| Manitoba Moose (AHL) |           |      |    |    |    |     |     |       |     |     |             | |
| 2015-16              | Central   | 76   | 26 | 41 | -  | 4   | 5   | 61    | 180 | 250 | 7°          | |

## Divise storiche
| Divisa casalinga 1996-2011 | Divisa trasferta 1996-2011 |

## Giocatori

### Numeri ritirati
| Numeri ritirati dai Manitoba Moose |            |       |           |                |
| N°                                 | Giocatore  | Ruolo | Anni      | Anno di ritiro |
| 12                                 | Mike Keane | AD    | 2005-2010 | 2011           |

## Record della franchigia

### Singola stagione
Gol: 45  Scott Thomas (1998-99)
Assist: 81  Stéphane Morin (1994-95)
Punti: 114  Stéphane Morin (1994-95)
Minuti di penalità: 285  Wade Brookbank (2004-05)
Vittorie: 35  Cory Schneider (2009-10)
Media gol subiti: 2.04  Cory Schneider (2009-10)
Parate %: .929  Cory Schneider (2009-10)

### Carriera
Gol: 102  Jimmy Roy
Assist: 193  Brett Hauer
Punti: 251  Brett Hauer
Minuti di penalità: 1434  Jimmy Roy
Vittorie: 84  Cory Schneider
Shutout: 12  Cory Schneider
Partite giocate: 603  Jimmy Roy

## Palmarès

### Premi di squadra
- Macgregor Kilpatrick Trophy: 1

2008-2009
- Norman R. "Bud" Poile Trophy: 1

2008-2009
- Sam Pollock Trophy: 2

2006-2007, 2008-2009

### Premi individuali
- Aldege "Baz" Bastien Memorial Award: 1

Cory Schneider: 2008-2009
- Fred T. Hunt Memorial Award: 1

Mike Keane: 2006-2007
- Governor's Trophy: 2

Brett Hauer: 1999-2000, 2000-2001
- Harry "Hap" Holmes Memorial Award: 1

Cory Schneider: 2008-2009
- Ironman Award: 1

Brian Chapman: 2000-2001
- Louis A. R. Pieri Memorial Award: 1

Scott Arniel: 2008-2009
- Yanick Dupré Memorial Award: 1

Jimmy Roy: 2008-2009